# Konstanze Kuchenmeister
Konstanze Kuchenmeister (geb. Haber; * 29. Dezember 1968 in Hamburg) ist eine deutsche Ärztin und Buchautorin.

## Leben
Nach dem Abitur 1988 in Hamburg studierte Kuchenmeister Humanmedizin an der Friedrich-Alexander-Universität Erlangen-Nürnberg. 1999 wurde sie an der Friedrich-Alexander Universität Erlangen-Nürnberg mit einer Untersuchung der mitogenen Wirkung von IGF1 auf Ovarialkarzinomzellen promoviert. In der Folgezeit arbeitete sie im Klinikum Neumarkt in der Oberpfalz in Nürnberg und London als Ärztin und schloss ihre Ausbildung zur Fachärztin für Frauenheilkunde und Geburtshilfe 2003 ab.
Konstanze Kuchenmeister wurde einer größeren Öffentlichkeit infolge ihrer Krebserkrankungen bekannt. Sie hatte gerade Zwillinge zur Welt gebracht, als bei ihr 2004 Gebärmutterhalskrebs festgestellt wurde. Sie stellte sich Operation und Chemotherapie, versorgte ihre vier Kinder, baute sich gleichzeitig eine eigene Praxis auf. Als sie glaubte, den Krebs besiegt zu haben, diagnostizieren die Ärzte einen Gehirntumor. Die Lebensbiographie „Himmel und Hölle – Die wahre Geschichte der Konstanze Kuchenmeister“, als Tatsachenroman aufgeschrieben von Hera Lind, wurde 2011 ein Bestseller in Deutschland, Österreich und Schweiz, 9 Wochen Spiegel-Bestsellerliste, Top 100 Jahresbestseller 2011 TB Belletristik Deutschland.
Kuchenmeister ist in Schwabach und Nürnberg, Bayern als Fachärztin für Frauenheilkunde und Geburtshilfe niedergelassen. Sie engagiert sich für Vorsorgeuntersuchungen und für die HPV-Impfung gegen Gebärmutterhalskrebs.

## Familie
Kuchenmeisters Vater Günter Haber (* 1939) ist Jurist, ihre Mutter ist die Spielwaren-Unternehmerin Heidi Haber (* 1940). Kuchenmeister ist Nichte der Musikwissenschaftlerin Helga de la Motte-Haber und des Komponisten und Musiktheoretikers Diether de la Motte. Kuchenmeister ist seit 1994 verheiratet und hat vier Kinder.

## Fernsehauftritte
- 2011: RTL Punkt 12[1]
- 2011: Kölner Treff (WDR)[2]
- 2011: Nachtcafé (SWR): Keine Angst vor starken Frauen.[3]
- 2011: Menschen bei Maischberger (ARD): "Krebs: Der Feind aus dem Nichts?"[4][5]

## Radioauftritte
- Menschen am Sonntag, Antenne Bayern[6]

## Veröffentlichungen
- 2000: Dissertation Untersuchung der mitogenen Wirkung von IGF-I auf Ovarialkarzinomzellen
- 2011: Himmel und Hölle – Die wahre Geschichte der Konstanze Kuchenmeister. (mit Hera Lind), Diana Verlag, ISBN 978-3-453-35490-6
- 2012: Mein Glücksrezept : So meistern Sie jede Lebenskrise aus eigener Kraft. Gräfe und Unzer, Druckausgabe, ISBN  978-3-8338-2581-1; elektronische Ressource, ISBN 978-3-8338-2783-9

## Auszeichnung
- 2011 My Aid Award, Wien für ihren Kampf gegen Krebs[7]